# Baaba Maal
Baaba Maal (Podor, 12 novembre 1953) è un cantautore, chitarrista e percussionista senegalese.

## Discografia
- 1989 – Passion - Sources
- 1989 – Djam Leelii (con Mansour Seck)
- 1991 – Baayo (con Mansour Seck)
- 1992 – Lam Toro
- 1994 – Wango
- 1994 – Firin' in Fouta
- 1995 – Gorel
- 1997 – Taara
- 1998 – Nomad Soul
- 1998 – Djam Leelii: The Adventurers
- 2000 – Jombaajo
- 2001 – Missing You (Mi Yeewnii)
- 2003 – The Best of the Early Years
- 2005 – Palm World Voices: Baaba Maal
- 2008 – On The Road
- 2009 – Television
- 2016 – The Traveller